# Tavola (fumetto)
La tavola è la singola facciata di una pagina di un albo a fumetti. Con questo termine viene convenzionalmente definita sia la pagina originale, sia su carta sia in formato digitale, sia la sua riproduzione a stampa.

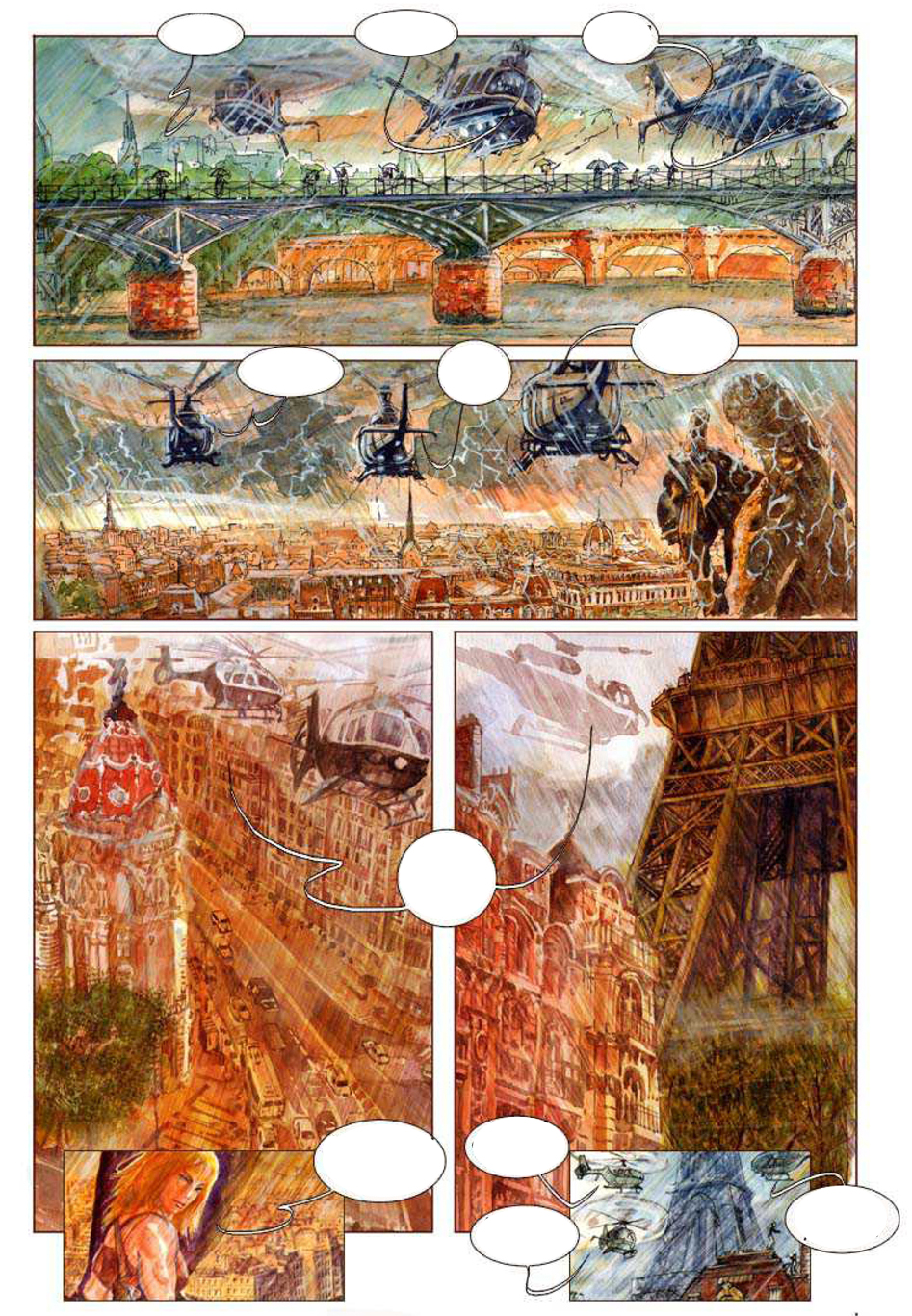
Tavola tratta da Le Ombre di Saturno di Max Crivello. Le nuvolette sono lasciate bianche per permettere i diversi adattamenti dei dialoghi.

## Composizione
Il fumetto si compone di una sequenza di vignette o quadri. Normalmente è circa il doppio delle dimensioni in cui verrà stampata. È consuetudine della maggior parte dei disegnatori utilizzare come supporto cartaceo cartoncini lisci perché è il tipo di carta che meglio assorbe l'inchiostro di china usato generalmente dai disegnatori ma in casi particolari viene scelto il cartoncino ruvido come ad esempio per tavole colorate con acquerelli. La composizione della tavola è finalizzata alla rappresentazione statica che tende a dare l'illusione del movimento e del susseguirsi degli eventi. La composizione della tavola è un aspetto che viene percepito quasi subliminalmente: il nostro cervello traduce immediatamente il linguaggio illusorio del disegno diviso in riquadri, interpretandolo in azione e in movimento. La bravura del disegnatore consiste anche in questo: dare fluidità alla narrazione. Alcuni disegnatori dal tratto apparentemente dimesso, come l'argentino Carlos Vogt, sono maestri in questo tipo di disposizione, la loro narrazione è di una chiarezza lampante. In altri casi da un disegno sontuoso si fa fatica a capire come si dipanino gli eventi - un esempio è dato dalla graphic novel di Silver Surfer scritta da Ron Marz e disegnata da Claudio Castellini. Will Eisner, noto autore di fumetti, nella composizione della tavola usava spesso le splash page nel quale il titolo diventa parte integrante dello sfondo (la nebbia di un porto, oppure il riflesso della luna sul mare) e, nel contempo, lo stesso sfondo va a comporre il titolo. L'arte di descrivere in una tavola la successione spazio-temporale dell'azione è definita storytelling (dall'inglese, letteralmente «raccontare una storia»).

### Fumetto digitale
Con l'avvento delle tecnologie informatiche, oggi è sempre più diffusa la colorazione digitale, un processo editoriale che in particolare negli USA è diventato uno standard. Pertanto, se si escludono paesi come la Francia dove la colorazione a mano è una tradizione, le tavole originali colorate a mano stanno diventando una rarità. Il miglioramento delle tecnologie di interfaccia disegnatore-computer han fatto sì che l'uso di tecnologie informatiche si stia estendendo anche alla fase dell'inchiostratura. Questo grazie all'adozione di monitor con digitizzatori incorporati, di cui i capostipite sono i vari Cintiq prodotti dalla giapponese Wacom e a cui, nel tempo, si sono affiancati alternative prodotte da altre ditte (Yiynova, Huion, Ugee). Se da un lato gli autori già affermati preferiscono mantenere il loro modo di lavoro e inchiostrare su carta - anche perché, per loro, la vendita di originali a collezionisti rappresenta una fonte di ingressi non trascurabile - non è raro incontrare autori di formazione più recente che producono le loro tavole integralmente in formato digitale.